# 미겔 화이트
미겔 솔라노 화이트 (1909년 10월 9일 – 1942년 8월 30일)는 필리핀의 육상 선수였다. 1936년 하계 올림픽에 필리핀 대표로 참가하여 남자 400m 허들 종목에서 동메달을 따냈다. 1942년 일본군의 침략으로 전쟁 중 전사하였다.